# Manuel Herrera y Lozano
Manuel Herrera y Lozano (n. Sanlúcar de Barrameda, 1830) fue un pintor español.

## Biografía
Nació en la localidad gaditana de Sanlúcar de Barrameda en 1830, y estudió latín y filosofía en el extinguido instituto de aquella ciudad. Estos trabajos no le impidieron dedicarse al ejercicio del dibujo, al que desde muy niño mostró ya gran afición. Se mudó a Sevilla en 1816, y, habiendo abandonado definitivamente los estudios literarios por los artísticos, se puso bajo la dirección del hispalense Joaquín Domínguez Bécquer, en cuyo estudio permanecería hasta el año 1852, cuando se matriculó en las clases superiores de la academia provincial de bellas artes, reorganizada por entonces. Los premios que allí consiguió y el éxito alcanzado con sus primeras obras le hicieron fijar su estudio en la ciudad del Guadalquivir, donde se dedicó más especialmente a la miniatura y a la pintura monumental, hasta que en 1862 pasó a Madrid, donde se decantó por la miniatura y la heráldica.
Entre sus obras se cuentan Un Salvador, Una Virgen de la Piedad, numerosos bodegones y fruteros al óleo, dos interiores —uno de la Catedral y otro del Patio de las doncellas, en el alcázar de Sevilla—, la fachada del ayuntamiento de la misma ciudad, varios países originales, un Retrato del Rey D. Alfonso para el Ayuntamiento de Cazalla, un gran número de copias —sobre todo de Murillo—, diferentes retratos en miniatura y varios trabajos de heráldica para España y el extranjero, entre ellos el Blasón del Excmo. Sr. Marqués de Alcañices, Duque de Sexto, que presentó en la exposición de 1876, y el del rico capitalista cubano Joaquín Isausti y Míguez.
Herrera fue, asimismo, caballero de la Orden del Santo Sepulcro y académico de la de Quírites de Roma. Se desconoce cuándo o dónde falleció.